# Heimbra nigra
Heimbra nigra är en stekelart som beskrevs av Subba Rao 1978. Heimbra nigra ingår i släktet Heimbra och familjen kragglanssteklar.
Artens utbredningsområde är Uruguay. Inga underarter finns listade i Catalogue of Life.